# Antonio Arenas
Antonio Arenas (Lima 13 de julho de 1808 — Lima; 27 de dezembro de 1891) foi um político e Presidente do Peru entre 3 de Dezembro de 1885 e 5 de Junho de 1886.

## Vida

### Primeiros anos
Arenas nasceu em Lima. Como reitor do Convictorio de San Carlos, ele introduziu a doutrina do direito penal.
Em outubro de 1858, a constituição peruana, promulgada dois anos antes, foi reformada e o ex-presidente Ramón Castilla voltou ao cargo. Arenas foi então nomeado presidente da Comissão Constitucional do Congresso Peruano, que mais tarde também atuou como porta-voz da Suprema Corte. Como membro da Província de Lima, foi também um dos autores da Constituição de 1860.
Em 1868, Arenas concorreu à presidência. Mesmo contando com o apoio do Presidente em exercício José Balta, só foi derrotado em terceiro lugar, enquanto a própria decisão se deu entre Manuel Toribio Ureta e Manuel Pardo.

### Guerra do salitre
Em 1º de março de 1884, Arenas tornou-se presidente de uma nova assembléia constituinte. Este nomeou Miguel Iglesias como Presidente Regenerador de la República.
Arenas participou como Ministro Plenipotenciário junto com Aurelio García y García nas negociações de paz de Arica para pôr fim à guerra do salitre. O lado peruano propôs uma sentença arbitral pelos Estados Unidos em que as fronteiras nacionais permaneceriam intactas e nenhuma reparação deveria ser paga. Por sua vez, os delegados chilenos exigiram a cessão do acesso Boliviano ao Pacífico e Tarapacá e um pagamento de 24 milhões de pesos. O Presidente Miguel Iglesias convocou uma Assembleia Nacional, que após acalorado debate, o Tratado de Ancón concordou. Isso foi ratificado em 8 de março de 1884 em Lima.

### Presidencial
Os partidários do popular General Cáceres lutaram contra esta decisão e ocuparam partes da capital. Depois que o presidente Iglesias renunciou, o Corpo Diplomático interveio para negociar. Decidiu-se atribuir a Arenas a responsabilidade de organizar as eleições. Ele também presidiu o governo e atuou como ministro das Relações Exteriores.
Três dias após a posse, o governo anunciou as novas eleições em 6 de dezembro de 1885. O Cáceres, que concorreu pelo Partido Constitucionalista, foi o único candidato e venceu. Em 3 de junho de 1886, ele substituiu Arenas como presidente.